# Martial Mbandjock
Martial Mbandjock, francoski atlet, šprinter, * 14. oktober 1985, Roubaix, Francija.
Mbandjockova paradna disciplina je tek na 100 m. Njegov osebni rekord je 10.06, ki ga je dosegel julija 2008 v Albiju. Vrhunec njegove dosedanje kariere pomenita dve bronasti kolajni na 100 in 200 m ter zlato v štafeti 4x100 m, vse troje je dosegel na Evropskem prvenstvu 2010 v Barceloni.

## Kariera
Mbandjock je prvič nase opozoril na Evropskem U23 prvenstvu 2007, ko je osvojil bron v teku na 100 m. Kmalu zatem se je uvrstil še v četrtfinale Svetovnega prvenstva 2007. Leta 2008 se je na Svetovnem dvoranskem prvenstvu v teku na 60 m prebil v polfinale, s kvalifikacijskim časom 6.72. V polfinalu je nato odtekel svoj osebni rekord na 60 m, 6.65, kar pa je bilo dovolj le za 5. mesto v svojem polfinalu oziroma skupno 9. čas vseh polfinalnih skupin. Julija 2008 je Mbandjocku uspel še en podvig, ko je s svojim osebnim rekordom 10.06 ob dobršni pomoči vetra (+1.7 m/s) osvojil prvo mesto na francoskem državnem prvenstvu v Albiju. To je bil zanj prvi naslov francoskega prvaka, ki mu je omogočil tudi nastop na avgustovskih Poletnih olimpijskih igrah.
V Pekingu se je najprej s kvalifikacijskim časom 10.26 (prehitel ga je le trinidadski šprinter Richard Thompson) prebil v četrtfinale, v katerem je odtekel čas 10.16. S tretjim časom svoje četrtfinalne skupine se je tako poleg Thompsona in Tysona Gaya avtomatično prebil v polfinale. Tam je dosegel čas 10.18, kar je bilo dovolj šele za 8. mesto svoje polfinalne skupine oziroma skupno 14. čas med vsemi polfinalisti. Na Kitajskem se je Mbandjock predstavil tudi kot član francoske štafete 4x100 m, s katero je s časom 39.53 dosegel šele 6. čas svoje kvalifikacijske skupine, kar je pomenilo takojšen izpad.
Sezono 2009 je Mbandjock pričel s solidnima dosežkoma 10.20 in 10.30, ter svojo formo še dodatno izpilil za junijski miting v Nancyju, Francija, kjer mu je uspel čas 10.11. S tem je tudi dosegel kvalifikacijsko normo za avgustovsko Svetovno prvenstvo v Berlinu. Na Evropskem ekipnem prvenstvu 2009 Mbandjock Franciji ni uspel priboriti kolajne na 100 m, končal je kot četrti, a je zato na 200 m odtekel osebni rekord 20.67, ki je zadostoval za bron. Svojo prvo zlato kolajno na kakem večjem atletskem tekmovanju je Mbandjock osvojil na začetku julija, ko je slavil na Sredozemskih igrah v Pescari, Italija.
Na Svetovnem prvenstvu 2009 je Mbandjock nastopil v treh disciplinah: teku na 100 m, teku na 200 m in štafeti 4x100 m. V teku na 100 m je dosegel polfinale, v katerem je končal kot šesti v svoji skupini, a je vseeno dosegel drugi najboljši čas med vsemi polfinalisti, za Dwainom Chambersom. Zatem je na 200 m dosegel svoj osebni rekord 20.43, kar je v njegovi polfinalni skupini zadostovalo zgolj za 5. mesto. Izpad v polfinalu je imel nekaj grenkega priokusa, ker je Mbandjock v polfinalu tekel hitreje od rojaka Davida Alerta, ki pa se je zaradi počasnejše skupine uspel prebiti v finale. V štafeti 4x100 m je nato Mbandjocku le uspel preboj v finale, v katerem je Francija zasedla 8. mesto.
Po sezoni 2009 je nato sledila sezona 2010, v kateri je Mbandjocku uspel velikanski preskok, saj je na Evropskem prvenstvu v Barceloni osvojil kar tri kolajne. Najprej je v finalu teka na 100 m osvojil 3. mesto in bronasto medaljo, zaostal je le za rojakom Christophom Lemaitrem in Britancem Markom Lewis-Francisom. V teku na 200 m je prav tako osvojil bron, a je njegov dosežek zasenčil neverjeten povratek Lemaitra, ki je po slabih prvih 100 metrih v ciljni ravnini po fotofinišu strl odpor Britanca Christiana Malcolma. Da je prvenstvo povsem njegovo, je Lemaitre dokazal tudi v štafeti 4x100 m, saj je osvojil še svojo tretjo zlato kolajno. Zanjo je bil sicer še najbolj zaslužen prav Mbandjock, ki je kot četrti tekač francoske štafete v zadnjih metrih prehitel Italijana Maurizia Checcuccija.

## Osebni rekordi
| Disciplina | Dosežek | Prizorišče          | Datum          |
| ---------- | ------- | ------------------- | -------------- |
| 100 m      | 10.06   | Albi, Francija      | 25. julij 2008 |
| 200 m      | 20.38   | Tomblaine, Francija | 25. junij 2010 |

- Vir:[6]